# 고로데츠

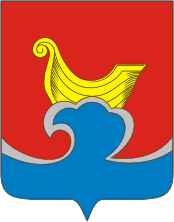
시 문장

고로데츠(러시아어: Городе́ц)는 러시아 니즈니노브고로드 주 북서부에 위치한 석유 화학 공업 도시로, 볼가강 좌안과 접하며 니즈니노브고로드(니즈니노브고로드 주의 주도)에서 53km 정도 떨어진 곳에 위치한다. 인구는 66,944명(2002년 기준)이다.
1152년 모스크바 대공 유리 돌고루키가 건설했으며 1922년 시로 승격되었다.